# IceCube Neutrino Observatory
O IceCube Neutrino Observatory, ou simplesmente IceCube é um observatório de neutrinos desenvolvido pela Universidade de Wisconsin–Madison e construído na Estação Polo Sul Amundsen-Scott na Antártida. O projeto é um experimento reconhecido do CERN (RE10).
Seus milhares de sensores estão localizados sob o gelo da Antártida, distribuídos por um quilômetro cúbico.
Semelhante ao seu antecessor, o Antarctic Muon And Neutrino Detector Array (AMANDA), o IceCube consiste em e um computador de aquisição de dados de placa única que envia dados digitais para a casa de contagem na superfície acima do conjunto. O IceCube foi concluído em 18 de dezembro de 2010.
Os DOMs são implantados em sequências de 60 módulos cada, em profundidades entre 1.450 e 2.450 metros em buracos derretidos no gelo usando uma broca de água quente. O IceCube foi projetado para procurar fontes pontuais de neutrinos na faixa de teraelétron-volt (TeV) para explorar os processos astrofísicos de mais alta energia.

## Construção
O IceCube faz parte de uma série de projetos desenvolvidos e supervisionados pela University of Wisconsin–Madison. A colaboração e o financiamento são fornecidos por várias outras universidades e institutos de pesquisa. A construção do IceCube só foi possível durante o verão austral antártico, de novembro a fevereiro, quando a luz solar permanente permite perfuração de 24 horas. A construção começou em 2005, quando a primeira sequência do IceCube foi implantada e dados suficientes foram coletados para verificar se os sensores ópticos funcionavam corretamente. Na temporada de 2005-2006, oito cordas adicionais foram implantadas, tornando o IceCube o maior telescópio de neutrinos do mundo.
| Temporada | Cordas instaladas | Total de cordas |
| --------- | ----------------- | --------------- |
| 2005      | 1                 | 1               |
| 2005–2006 | 8                 | 9               |
| 2006–2007 | 13                | 22              |
| 2007–2008 | 18                | 40              |
| 2008–2009 | 19                | 59              |
| 2009–2010 | 20                | 79              |
| 2010      | 7                 | 86              |

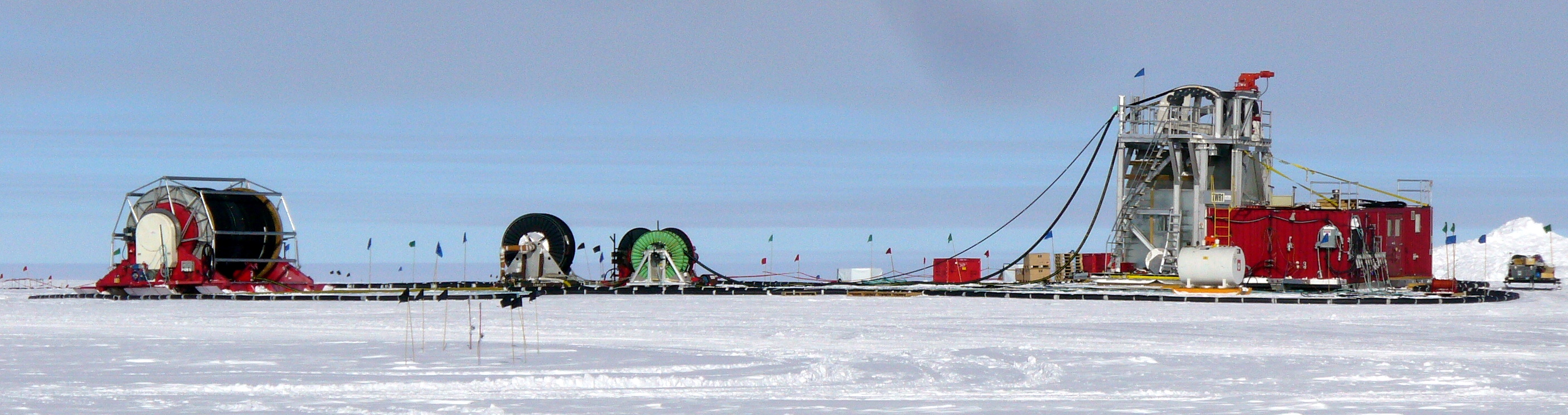
Torre de perfuração IceCube e carretel de mangueira em dezembro de 2009

A construção foi concluída em 17 de dezembro de 2010. O custo total do projeto foi de US$ 279 milhões.
A partir de 2024, os planos para novas atualizações do conjunto estarão em processo de aprovação federal. Se aprovados, os detectores do IceCube2 terão cada um oito vezes o tamanho dos atualmente instalados. O observatório será capaz de detectar mais fontes de partículas e discernir suas propriedades mais finamente em níveis de energia mais baixos e mais altos.

## Sub-detectores

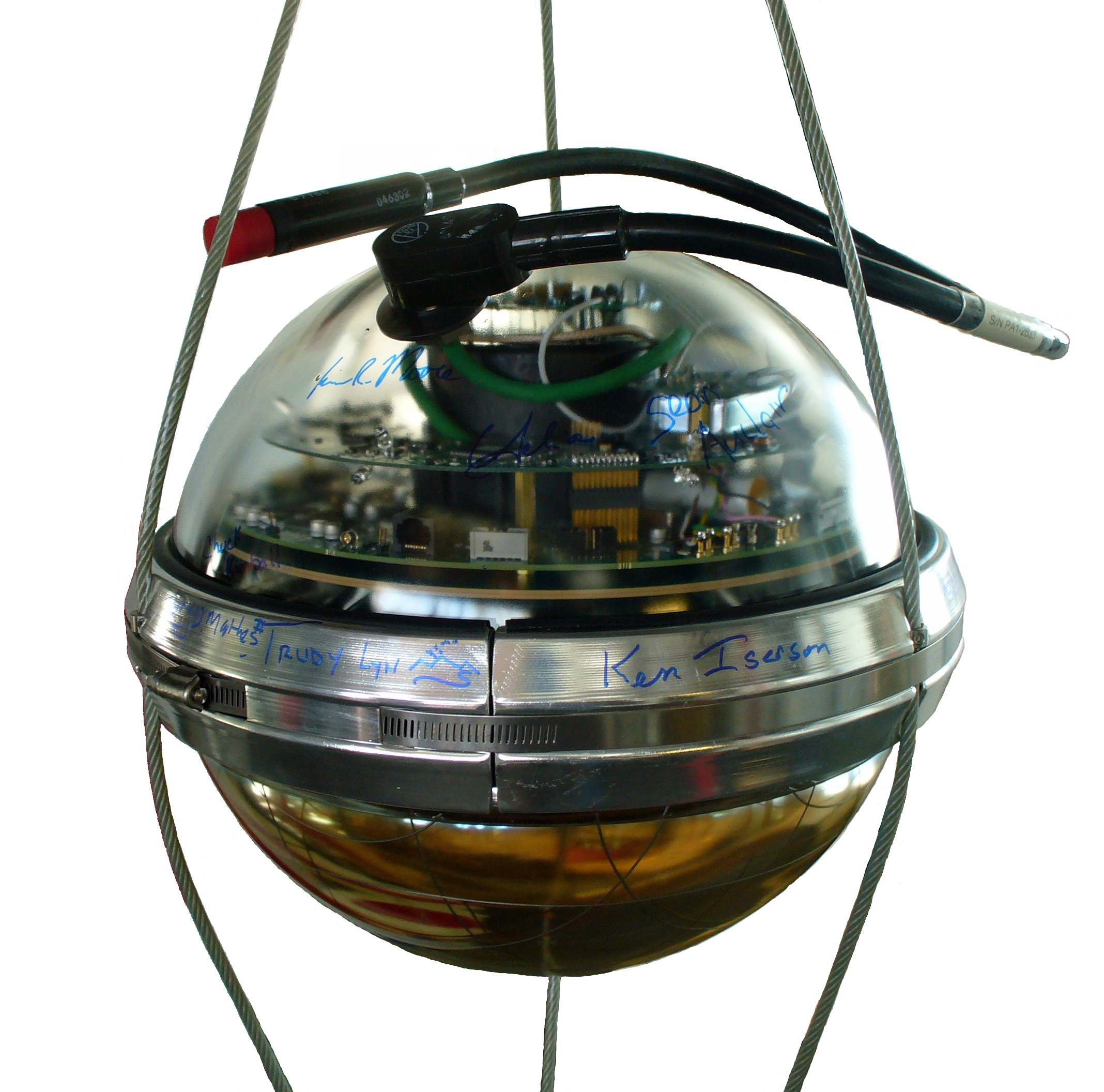
"Taklampa", um dos Módulos Ópticos Digitais do buraco #85 do IceCube

O IceCube Neutrino Observatory é composto por vários subdetectores que também são adicionados ao conjunto principal no gelo.
- AMANDA, o Antarctic Muon And Neutrino Detector Array, foi a primeira parte construída, e serviu como uma prova de conceito para o IceCube. O AMANDA foi desativado em maio de 2009.[12]
- O conjunto IceTop é uma série de detectores Cherenkov na superfície da geleira, com dois detectores aproximadamente acima de cada sequência IceCube. O IceTop é usado como um detector de chuva de raios cósmicos, para estudos de composição de raios cósmicos e testes de evento coincidente: se um múon for observado passando pelo IceTop, ele não pode ser de um neutrino interagindo no gelo.
- A Extensão de Baixa Energia do Núcleo Profundo é uma região densamente instrumentada do conjunto IceCube que estende as energias observáveis abaixo de 100 GeV. As cordas do Núcleo Profundo são implantadas no centro (no plano da superfície) do conjunto maior, profundamente no gelo mais claro na parte inferior do conjunto (entre 1760 e 2450 m de profundidade). Não há DOMs do Núcleo Profundo entre 1850 e 2107 m de profundidade, pois o gelo não é tão claro nessas camadas.
- PINGU (Precision IceCube Next Generation Upgrade) é uma extensão proposta que permitirá a detecção de neutrinos de baixa energia (escala de energia GeV), com usos que incluem a determinação da hierarquia de massa dos neutrinos, medição de precisão da oscilação atmosférica dos neutrinos (aparecimento dos neutrinos tau e desaparecimento dos neutrinos múons) e busca por aniquilação de WIMP no Sol.[13] A vision has been presented for a larger observatory, IceCube-Gen2.[14]

## Mecanismo experimental

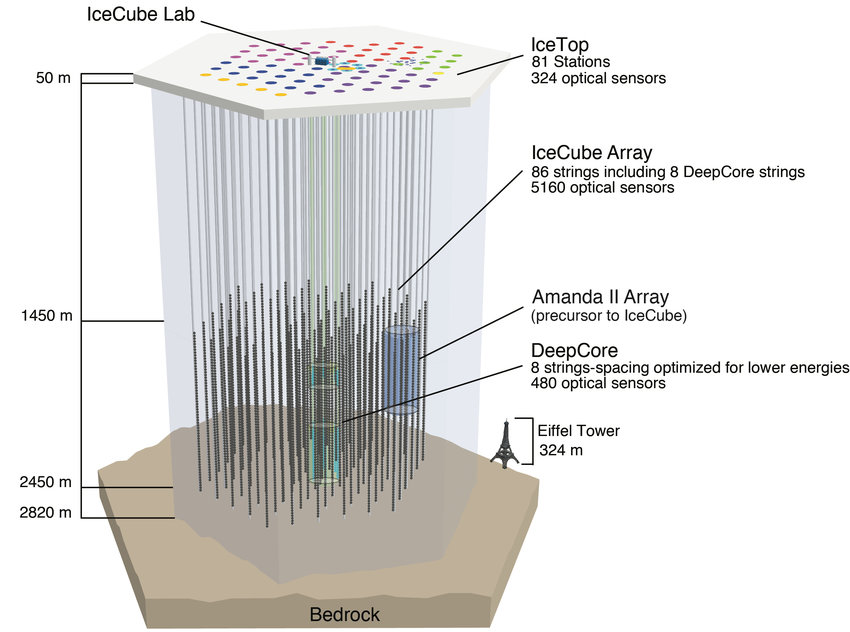
Layout tridimensional do detector de neutrinos

Neutrinos são léptons eletricamente neutros, e só interagem muito raramente com a matéria através da força fraca. Quando eles reagem com as moléculas de água no gelo através da interação corrente carregada, eles criam léptons carregados (elétronss, múons, ou taus) correspondentes ao sabor do neutrino. Esses léptons carregados podem, se forem energéticos o suficiente, emitir radiação Cherenkov. Isso acontece quando a partícula carregada viaja através do gelo mais rápido do que a velocidade da luz no gelo, similar ao bow shock de um barco viajando mais rápido do que as ondas que ele cruza. Essa luz pode então ser detectada por tubo foto multiplicador dentro dos módulos ópticos digitais que compõem o IceCube.
As assinaturas do detector dos três léptons carregados são distintas e, como tal, é possível determinar o sabor do neutrino dos eventos de corrente carregada. Por outro lado, se o neutrino se espalhou do gelo pela corrente neutra, o estado final não contém informações do sabor do neutrino, pois nenhum lépton carregado foi criado.
Os sinais dos PMTs são digitalizados e enviados para a superfície da geleira por um cabo. Esses sinais são coletados em uma casa de contagem de superfície e alguns deles são enviados para o norte via satélite para análise posterior. Desde 2014, os discos rígidos, em vez de fitas, armazenam o saldo dos dados que são enviados para o norte uma vez por ano via navio. Uma vez que os dados chegam aos experimentadores, eles podem reconstruir os parâmetros cinemáticos do neutrino que chega. Neutrinos de alta energia podem causar um grande sinal no detector, apontando de volta para sua origem. Aglomerados dessas direções de neutrinos indicam fontes pontuais de neutrinos.
Cada uma das etapas acima requer uma certa energia mínima e, portanto, o IceCube é sensível principalmente a neutrinos de alta energia, na faixa de 107 a cerca de 1021 eV.
O IceCube é mais sensível a múons do que outros léptons carregados, porque eles são os mais penetrantes e, portanto, têm as trilhas mais longas no detector. Assim, dos sabores de neutrinos, o IceCube é mais sensível a neutrino de múon. Um elétron resultante de um evento de neutrino de elétron normalmente espalha várias vezes antes de perder energia suficiente para cair abaixo do limiar de Cherenkov; isso significa que eventos de neutrinos de elétron não podem normalmente ser usados para apontar de volta para fontes, mas eles são mais propensos a estarem totalmente contidos no detector e, portanto, podem ser úteis para estudos de energia. Esses eventos são mais esféricos, ou semelhantes a "cascatas", do que semelhantes a "trilha"; eventos de neutrinos de múons são mais semelhantes a trilhas.
Os léptons tau também podem criar eventos em cascata; mas têm vida curta e não podem viajar muito antes de decair e, portanto, são geralmente indistinguíveis de cascatas de elétrons. Um tau pode ser distinguido de um elétron com um evento de "duplo estrondo", onde uma cascata é vista tanto na criação quanto na decadência do tau. Isso só é possível com taus de energia muito alta. Hipoteticamente, para resolver uma trilha de tau, o tau precisaria viajar pelo menos de um DOM para um DOM adjacente (17 m) antes de decair. Como a vida útil média de um tau é 29×10−13 s, um tau viajando próximo à velocidade da luz exigiria 20 TeV de energia para cada metro percorrido. Realisticamente, um experimentador precisaria de mais espaço do que apenas um DOM para o próximo para distinguir duas cascatas, então as buscas de double bang são centralizadas em energias de escala PeV. Essas buscas estão em andamento, mas até agora não isolaram um evento de double bang de eventos de fundo. Outra maneira de detectar neutrinos tau de menor energia é por meio da assinatura de "pulso duplo", onde um único DOM detecta dois tempos distintos de chegada de luz correspondentes à interação do neutrino e aos vértices de decaimento do tau. Também é possível usar técnicas de aprendizado de máquina (ML), como Redes Neurais Convolucionais, para distinguir o sinal do neutrino tau. Em 2024, a colaboração IceCube publicou suas descobertas de sete candidatos astrofísicos de neutrino tau usando tal técnica.
Há um grande fundo de múons criados não por neutrinos de fontes astrofísicas, mas por raios cósmicos impactando a atmosfera acima do detector. Há cerca de 106 vezes mais múons de raios cósmicos do que múons induzidos por neutrinos observados no IceCube. A maioria deles pode ser rejeitada usando o fato de que eles estão viajando para baixo. A maioria dos eventos restantes (ascendentes) são de neutrinos, mas a maioria desses neutrinos são de raios cósmicos atingindo o lado distante da Terra; alguma fração desconhecida pode vir de fontes astronômicas, e esses neutrinos são a chave para as buscas de fontes pontuais do IceCube. As estimativas preveem a detecção de cerca de 75 neutrinos ascendentes por dia no detector IceCube totalmente construído. As direções de chegada desses neutrinos astrofísicos são os pontos com os quais o telescópio IceCube mapeia o céu. Para distinguir esses dois tipos de neutrinos estatisticamente, a direção e a energia do neutrino incidente são estimadas a partir de seus subprodutos de colisão. Excessos inesperados de energia ou excessos de uma dada direção espacial indicam uma fonte extraterrestre.

## Objetivos experimentais

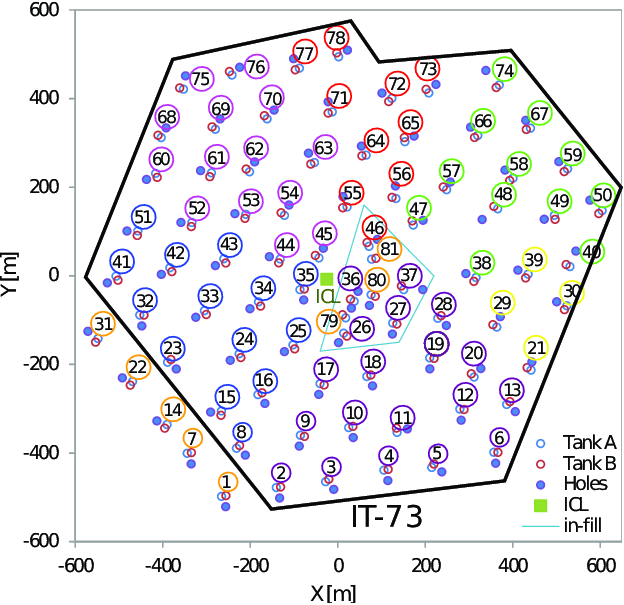
Vista superior do Observatório de Neutrinos IceCube. As cordas IceCube-InIce e as estações IceTop são separadas por cerca de 125 metros em um padrão de grade triangular